# Бои за Купянск
Бои за Купянск — серия сражений за контроль над городом Купянском, крупным транспортным узлом в Харьковской области, в ходе вторжения России на Украину. После быстрого захвата города ВС РФ 24—25 февраля 2022 года Купянск был отбит ВСУ в ходе боёв, длившихся с 8 по 16 сентября 2022 года в ходе наступления ВСУ в Харьковской области, после чего фронт остановился западнее города на границе Харьковской и Луганской области Украины. В конце июля — августе 2023 года российские войска вновь возобновили активные наступательные действия на участке от Купянска до Сватово, которые привели к постепенному расширению зоны контроля ВС РФ на участке Купянск-Сватово и приближении линии фронта к Купянску.

## Боевые действия

### 2022 год
Купянск находился под полным контролем российских войск с 27 февраля по 10 сентября 2022 года. Несмотря на разрушение украинскими войсками тремя днями ранее (24 февраля) железнодорожного моста, что должно было затруднить наступление российских сил, город был сдан мэром Купянска Геннадием Мацегорой в обмен на прекращение боевых действий (на следующий день правительство Украины предъявило Мацегоре обвинение в госизмене, а 28 февраля мэр был арестован украинскими властями). Новым пророссийским мэром города стал Максим Губин. С момента оккупации Купянск фактически являлся резиденцией Харьковской ВГА.
Согласно заявлениям украинского генштаба, 5 сентября в результате удара по российской военной базе в Купянске погибло 100 российских военнослужащих.
8 сентября Генштаб ВСУ заявил о прорыве российской линии обороны на отдельных участках Харьковского направления и освобождении 20 населённых пунктов Харьковской области. В тот же день российские власти заявили о начале обороны города от наступавших из Шевченкова украинских сил и входа в Купянск дополнительных российских подразделений. Вечером ВСУ вошли в западные районы города, а утром 9 сентября под контроль украинских сил перешло здание городского совета. В тот же день правительство Украины заявило об освобождении Купянска, а мэр Максим Губин сбежал из города в Россию. Однако представители ВС РФ опровергли заявление украинской стороны, сообщив об эвакуации своих сил на восточный берег реки Оскол, а также подорвав соединяющий части города мост.
10 сентября ВСУ заняли восточную часть города, а 16 сентября был взят под контроль Купянск-Узловой с его железнодорожной станцией.
В конце 2023 года в попытках сил РФ наступать на Купянск участвуют 138-я, 27-я, 25-я мотострелковые бригады, 11-й и 15-й мотострелковые полки ВС РФ.

#### Итоги украинского контрнаступления в Харьковской области
В ходе сражения за Купянск город был возвращён под контроль Вооружённых сил Украины, что стало частью их успешного наступления. Было прервано снабжение российских войск через Купянск, а также появился плацдарм на восточном берегу Оскола для дальнейшего наступления на Сватово и Луганскую область. Подконтрольная России Харьковская ВГА была перемещена в Волчанск.
Несмотря на освобождение города, Купянск остаётся в пределах досягаемости российских ракет и подвергается многочисленным обстрелам. Так, 25 сентября 2022 года была обстреляна гражданская колонна рядом с городом (погибли 26 человек, в том числе 13 детей и беременная женщина), 3 октября — центральная городская больница (погиб врач, была ранена медсестра), а 23 ноября — поликлиника, жилой дом и школа (погибли два человека). 5 марта 2023 года обстрелом был повреждён железнодорожный вокзал Купянска, а 25 апреля ракеты С-300 разрушили здание краеведческого музея, в результате чего два человека погибли и 10 получили ранения. 5 августа, по словам Владимира Зеленского, российской авиабомбой был поражён центр переливания крови в Купянске, а в ночь на 10 августа управляемой авиабомбой ФАБ-250 было повреждено здание городского совета.
- Разрушения от обстрелов Купянска
- Центральная городская больница, 3 октября 2022
- Краеведческий музей, 25 апреля 2023
- Городской совет, 10 августа 2023
- Частный дом, 29 октября 2023

### 2023 год
Летом ВС РФ продолжили наступление на Купянск, однако его темпы были невысоки.

### 2024 год
В октябре 2024 года ВС РФ усилили атаки на Купянск. Российские войска продвинулись с севера в направлении самого Купянска в районах сел Синьковка и Голубовка. Последнее стало единственным населенным пунктом, который разделяет линию фронта и город. Район сел Колесниковка и Кругляковка, расположенных на берегу реки Оскол южнее Купянска, стал вторым пунктом атак российских войск.
15 октября глава ВГА Олег Синегубов анонсировал обязательную эвакуацию населения как Купянска, так и общин Кондрашовка, Боровая и Куриловка.
16 октября Би-би-си сообщила, что ВС РФ удалось продвинуться к юго-востоку от Купянска и разделить плацдарм ВСУ. После этого снабжение украинских войск, держащих оборону в восточных пригородах Купянска, теперь основано на наполовину уничтоженном мосте, расположенном на трассе Чугуев-Сватово.
Согласно заявлениям Минобороны РФ, соответствующим информации Института изучения войны, Вооружённые силы РФ 1 ноября заняли село Кругляковка, расположенное к юго-западу от Купянска.
13 ноября — стремительный прорыв двух колонн российской бронетехники на окраину Купянска. Одна колонна была уничтожена в лесу, а штурмовая группа второй — в районе улицы Сватовская. Российские войска продолжали наступление к востоку от Купянска в районе Песчаного; к юго-востоку от Купянска в районе Колесниковки, Кругляковки, Загрызово и Берестово.
По утверждениям российской стороны по состоянию на 18 ноября в городских районах микрорайона Заосколья на востоке Купянска идут бои, хотя ВС РФ еще не заняли позиции в этом районе. Генштаб Украины подтвердил, что российские войска безуспешно атаковали восточнее Купянска в районе Кучеровки, то есть рядом с микрорайоном Заосколья. ВС РФ продолжали наносить удары по украинским понтонным переправам через реку Оскол.
В последней декаде ноября российские войска продолжали наземные атаки к северу от Купянска в районе Кондрашовки; к северо-востоку — в районе Синьковки и Новомлынска; к югу — в районе Новоплатоновки и в направлении Сеньково; юго-восточнее Купянска в районе Лозовой, Глушковки, Загрызово.
25 ноября ВСУ завершили «зачистку» северо-западных окраин Купянска от прорвавшихся российских войск.
26 ноября, переправившись севернее Купянска через реку Оскол на правый берег, ВС РФ создали плацдарм около Новомлынска.
30 ноября ВС РФ расширили плацдарм на западном берегу Оскола напротив Масютовки.
3 декабря Генштаб ВСУ заявил о вытеснении российских войск с плацдарма около Новомлынска
6—7 декабря российские войска продвинулись на запад вдоль моста через реку Оскол вдоль трассы P-79 Кругляковка — Купянск к западу от Кругляковки (к юго-востоку от Купянска) и к северу от населенного пункта вдоль восточного берега реки. Российские войска поддерживают высокий темп атак в направлении Купянска и использовали в основном легкую небронированную технику, такую как мотоциклы, багги и автомобили, для поддержки пехотных групп, состоящих из семи-восьми человек.
12 декабря ВСУ отразили атаку российской роты к востоку от Колесниковки (к юго-востоку от Купянска). Украинский батальон, отразивший атаку, сообщил, что ВСУ уничтожили один танк, три боевые машины пехоты и три боевые бронированные машины.
16 декабря украинские войска оттеснили российские войска с западного берега реки Оскол к северу от Двуречной (севернее Купянска), но ВС РФ значительно расширили свой тактический плацдарм вдоль реки к югу от населенного пункта. Украинская бригада отразила возле Боровой (южнее Купянска) усиленную российскую механизированную атаку численностью до взвода, уничтожив не менее четырех танков.
16—17 декабря российские войска продвинулись на правый (западный) берег реки Оскол к западу от Масютовки (севернее Купянска) с целью выхода в направлении Западного и установления контроля над дорогой Р-79 Двуречная — Купянск.

### 2025 год
В первую неделю января ВС РФ продолжили наступательные операции на Купянском направлении и атаковали севернее Купянска в районе Голубовки; северо-восточнее города в районе Тополи, Петропавловки, Двуречной и Синьковки; и южнее — в районе Купянска-Узлового, но не продвинулись вперед.
Во второй половине января на купянском направлении ВС РФ медленно продвигались к Купянску. DeepState отмечал продвижение российских войск около Табаевки юго-восточнее Купянска и Западного к северу от города на правом берегу реки Оскол. К 27 января ВС РФ сумели расширить плацдарм около Двуречной. Передовые подразделения прорвались за дорогу Купянск — Двуречная и закрепились, создав угрозу обороне самого Купянска. 31 января российские войска снова взяли под контроль Новомлынск, отбитый ранее ВСУ в начале декабря 2024 года.
В первую неделю февраля ВС РФ продвинулись около Западного и Кондрашовки севернее Купянска, а также в сторону Тополей рядом с российско-украинской границей. В районе Тополей на правом берегу реки Оскол был создан небольшой плацдарм, и ВСУ пытались ликвидировать его, чтобы не допустить «разрастания».
6 февраля российские войска продвинулись на западном берегу реки Оскол вдоль шоссе O-210921 и захватили Фиголевку (к северо-востоку от Купянска и к северу от Двуречной).
В течение второй недели февраля ВС РФ продолжили наступательные операции на купянском направлении и атаковали севернее Купянска в районе Кондрашовки, северо-восточнее города в районе Голубовки, восточнее Купянска в районе Петропавловки и юго-восточнее — в районе Степовой Новоселовки, Песчаного и Новоосиново, но не смогли продвинуться.
В конце февраля ВС РФ заняли село Тополи.
В первой декаде марта ВС РФ пытались создать новый плацдарм на правом берегу реки Оскол в районе Красного Первого и расширить уже существующий плацдарм в районе Калиново (к югу от Двуречной), а также продолжили наземные атаки к востоку от Купянска в районе Кучеровки и Петропавловки и к юго-востоку от Купянска в районе Степовой Новоселовки, но не добились успехов.
10 марта ВСУ восстановили положение возле Синьковки, 14 марта — отбросили ВС РФ из Фиголевки.
С 18 по 20 марта севернее Купянска российские войска сумели создать новый плацдарм на правом берегу реки Оскол около Красного Первого. 21 марта ВС РФ усилили атаки в районе Малой Шапковки и Кондрашовки, а также продвинулись в южной части Двуречной.
ВС РФ продолжили попытки по расширению плацдармов на западном берегу Оскола севернее Купянска и 22 марта продвинулись севернее Каменки и в Тополях.
В последней декаде марта ВС РФ продолжали наступать на купянском направлении и достигли окраин Малой Шапковки (северо-западнее Купянска), а также, по заявлению МО РФ, захватили Красное Первое (северо-восточнее Купянска), тем самым пытаясь расширить плацдарм на правом берегу реки Оскол к северу от Купянска до оперативного масштаба.
В первых числах апреля российские войска продолжали наступать к северо-востоку от Купянска и продвинулись через реку Оскол к юго-востоку от Каменки.
В середине апреля украинские войска оттеснили противника примерно на 1 км от села Загрызова на южном фланге направления. Малорезультативные попытки ВС РФ атаковать с плацдарма в районе Двуречной к северу от Купянска привели к отказу российского командования к действиям на флангах и к переносу активности на дорогу от Сватова к Купянску, то есть, к «лобовому» вытеснению ВСУ с левого берега реки Оскол.
Представитель украинской группировки войск «Хортица» 27 апреля отметил, что российские войска все чаще используют мотоциклы для ведения моторизованных штурмовых действий на купянском направлении.
28 апреля российские войска захватили южную часть Каменки (в 35 км к северо-востоку от Купянска недалеко от международной границы) и продвинулись к восточным окраинам населенного пункта.
В первой половине мая российские войска продолжили атаки к северо-востоку от Купянска вблизи международной границы в районе Каменского, к северу от Купянска в районе Дорошовки и в направлении Малой Шапковки, а также к востоку от Купянска в районе Петропавловки.
23 мая МО РФ заявило, что российские войска захватили Радьковку (непосредственно к северу от Купянска).
В первой половине июня ВС РФ продолжали медленное расширение плацдарма на западном берегу Оскола и полностью захватили Двуречную, но не смогли навести переправы или понтонные мосты через реку.
Во второй декаде июня ВС РФ продолжали атаки к северо-востоку от Купянска в районе Двуречной, Каменки и Строевки, к северу от Купянска в районе Кондрашовки и к юго-востоку от Купянска в районе Степовой Новоселовки. 20 июня МО РФ заявило, что 27-я отдельная мотострелковая бригада захватила Московку (к северо-востоку от Купянска.
24 июня ВС РФ захватили Голубовку и подошли к северной окраине Купянска.
30 июня 68-я гвардейская мотострелковая дивизия вела бои в районе Радьковки на северной окраине Купянска.
В первой декаде июля ВС РФ продолжили атаки к северу от Купянска в районе Петро-Ивановки и Западного, к востоку от Купянска — в районе Петропавловки и к юго-востоку от Купянска — в районе Степной Новоселовки. Российские войска пытались восстановить поврежденный мост возле Двуречной (к северу от Купянска), чтобы перебросить пехоту через реку Оскол, но украинские войска разрушили мост.
По оценке ISW от 14 июля 2025 года, российские войска преследуют окружение Купянска как минимум с января 2024 года, хотя до июля 2024 года не добились заметных успехов в достижении этой цели. Таким образом, российские войска стремятся к окружению Купянска в течение как минимум 18 месяцев и с 1 июля 2024 года продвинулись примерно на 454 квадратных километра (примерно 1,2 квадратного километра в день за последний год).
В первых числах августа российские войска, атакуя в основном в пешем строю или используя мотоциклы и квадроциклы, продвинулись на северной окраине Купянска вдоль трассы Р-79 Купянск — Двуречная.
6 августа российские войска захватили Мировое (до июня 2025 года — Московка) и Соболевку и продвинулись к югу от Соболевки (непосредственно к западу от Купянска).